# Run (série télévisée)
Pour les articles homonymes, voir Run.
Run est une série télévisée américaine en sept épisodes d'environ 30 minutes créée par Vicky Jones, diffusée entre le 12 avril et le 24 mai 2020 sur HBO.
En France, elle a été diffusée en avril et mai 2020 sur OCS City. Au Québec, elle est diffusée depuis[Quand ?] sur Vrak. Elle reste inédite en Belgique et en Suisse.

## Synopsis
Quand deux anciens amoureux respectent un pari fou quinze ans plus tard, c'est le début d'aventures rocambolesques.

## Distribution

### Acteurs principaux
- Merritt Wever (VF : Noémie Orphelin) : Ruby Richardson
- Domhnall Gleeson (VF : Franck Lorrain) : Billy Johnson

### Acteurs récurrents
- Phoebe Waller-Bridge (VF : Julie Dumas) : Laurel
- Rich Sommer (en) (VF : Franck Capillery) : Laurence
- Tamara Podemski (VF : Sylvie Jacob) : Babe Cloud
- Archie Panjabi (VF : Céline Ronté) : Fiona
- Kelsey Flower (VF : Guillaume Bourboulon) : Daniel

 Source et légende : version française (VF) sur RS Doublage et Doublage Séries Database

## Production
Le 10 juillet 2020, la série est annulée.

## Épisodes
1. Cours (Run)
2. Embrasse (Kiss)
3. Baise (Fuck)
4. Poursuis (Chase)
5. Saute (Jump)
6. Avoue (Tell)
7. Trompe (Trick)